# 秩父鉄道デキ300形電気機関車
秩父鉄道デキ300形電気機関車（ちちぶてつどうデキ300がたでんききかんしゃ）は秩父鉄道に在籍する電気機関車である。

## 概要
1967年に3両が日立製作所で新製された。1963年に製造されたデキ200形の特殊な部分を普通に戻した形態の機関車である。
制御ノッチは16段に戻り、デキ200形が意図した空転防止システムは、空転時に警報が鳴り自動的に各台車進行方向側の主電動機が弱め界磁になる電気的なシステムを採用することで補った。台車は一般的な軸ばね式。車体はデキ200形とほぼ同じで、ひさしがなくなり、避雷器が屋根上に移設された。当初は前照灯は白熱灯であったが、のちにシールドビームに変更された。
2020年6月頃、デキ302が薄い青色一色に塗り替えられた。
現在でも3両全車が現役で活躍中。